# 오도릭

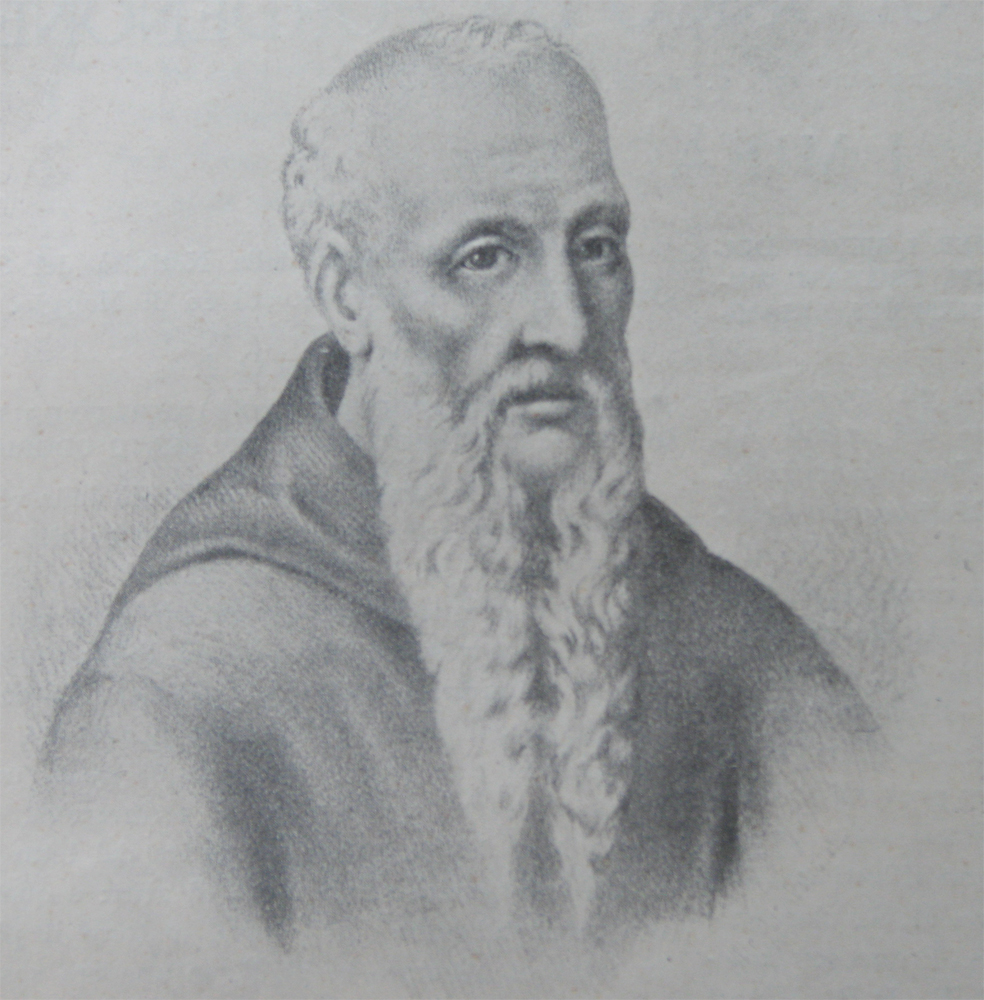
오도릭

오도리코 다포르데노네(Odorico da Pordenone) 혹은 오도릭(Odoric)은 이탈리아의 프란체스코회 사제이다. <오도릭의 동유기>는 혜초의 <왕오천축국전>, 마르코 폴로의 <동방견문록>, 이븐 바투타의 <이븐 바투타 여행기>와 함께 세계 4대 여행기로 꼽힌다.

## 생애
1286년경, 오도릭은 이탈리아 프리울리(Friuli) 포르데노네(Pordenone)에 속한 작은 마을 빌라노바(Villanova)에서 태어났다. 그는 보헤미아(Bohemia) 국왕 오토카 2세(Ottokar II)의 이름으로 포르데노네 마을 방어 임무를 맡고 있었던 마티우시(Mattiussi) 가문에서 태어났다. 오토 하르티흐(Otto Hartig)는 『가톨릭 백과사전(Catholic Encyclopedia)』에서 그의 가문은 체코 출신이라고 밝히고 있다. 안드레아 틸라티(Andrea Tilatti)는 『Treccani』에서 이는 입증되지 않았다고 밝히고 있다.